# متحف التراثي لوك ورثا
متحف التراث (بالأردوية: لوک ورثہ عجائب گھر)‏ المعروف أيضًا باسم متحف لوك ورثا، وهو متحف يديره ويديره لوك ورثا - المعهد الوطني للتراث الشعبي والتقليدي. إنه متحف للتاريخ والثقافة في إسلام أباد، باكستان، يقع على تلال شاكارباريان ويعرض الثقافات الحية في باكستان. افتتح المتحف في عام 1974 وأصبح معهدًا مستقلاً في عام 2002 بعد قانون الوضع القانوني لوك فيرسا (أو ورثا) لعام 2002. يتكون المتحف من عدة مبان بالإضافة إلى متحف خارجي يتسع لـ 3000 زائر.

## سمات
يغطي المتحف مساحة 60.000 قدم مربع ويضم العديد من قاعات العرض، مما يجعله أكبر متحف في باكستان. يُطلق على لوك ورثا عمومًا اسم «متحف الشعب الباكستاني»، الذي يسميه المتحف «الحاملين الحقيقيين لتقاليدنا الثقافية».

### المتحف الوطني الباكستاني للاثنولوجيا
تأسس المتحف الوطني الباكستاني للأثنولوجيا (أو متحف التراث الشعبي) في الأصل عام 1982 باسم «متحف الفن الشعبي». يعرض المتحف المجتمع الباكستاني متعدد الثقافات من خلال عرض التاريخ والتقاليد الحية للمجموعات العرقية المختلفة في باكستان من جميع أنحاء البلاد. يغطي المتحف مساحة قدرها 20000 قدم مربع وفي عام 2004 خضع لعمليات تجديد وتمت إعادة تسميته. المتحف مفتوح من الساعة 10:00 صباحًا حتى 7:00 مساءً من الأحد إلى الخميس والسبت. ويوم الجمعة يغلق المتحف لمدة ساعة واحدة بين الساعة 1:00 ظهرا و 2:00 ظهرا. المتحف مغلق يوم الاثنين.
يعرض التراث الثقافي للشعب الباكستاني. يتم عرض نمط المعيشة في مناطق باكستان المختلفة هنا في التماثيل والصور والفخار والموسيقى وأعمال النسيج. لوك ورثا هو أرقى متحف ثقافي في باكستان. يعرض الأعمال الفنية التي تساعد في الحفاظ على الثقافة والحرف الشعبية والتقليدية لباكستان. يقع بالقرب من تلال شاكارباريان، ويحتوي على عرض كبير للأزياء المطرزة، والمجوهرات، والأعمال الخشبية، والأعمال المعدنية، والطباعة على القوالب، والأعمال العاجية والعظامية. واجهات معمارية تقليدية تعرض مهارات مثل اللوحات الجدارية وأعمال المرايا والترصيع بالرخام؛ كما يتم عرض البلاط والفسيفساء والزخرفة الجصية. بجوار متحف لوك ورثا، تم تجهيز مكتبة لوك ورثا للتراث المرجعي جيدًا ببيانات الموارد حول الإثنوغرافيا والأنثروبولوجيا والموسيقى الشعبية والفن والتاريخ والحرف اليدوية. كتب عن الثقافة والتراث وشرائط الكاسيت الصوتية والمرئية للموسيقى الصوتية وموسيقى الآلات الموسيقية الشعبية والكلاسيكية متاحة للبيع في مركز مبيعات لوك ورثا.
يوصى بشدة بهذا المتحف لمعلمي المدارس لترتيب رحلاتهم الميدانية والتخطيط لها حتى يتمكن طلابهم من تعلم تقدير الفن والثقافة وتراثهم. مكان رائع للزيارة للعائلات وضيوفهم الزائرين خارج المدينة.

### قاعة الصوفيين والمزارات
في عام 2013، تم إنشاء قاعة الصوفيين والأضرحة داخل المتحف الوطني الباكستاني للإثنولوجيا، المعروف باسم متحف التراث.
في هذه القاعة، توجد صور لموسيقيين يقفون في وضعيات وهم يغنون الشعر للقديسين الصوفيين مثل لال شهباز قلندر، شاه عبد اللطيف بهتاي، وساشال سارماست. كما يتم عرض صور لأضرحة داتا جانج بخش وشاه ركن علم وبهاء الدين زكريا.
نشر لوك ورثا أيضًا سلسلة من الكتب عن الأولياء الصوفيين مثل سلطان باهو ووارث شاه وميان محمد بخش.

### متحف نصب باكستان
تأسس متحف النصب التذكاري الباكستاني في عام 2010 لتكريم كل من عمل وضحى بكل شيء من أجل استقلال باكستان. يصور المتحف الحضارات القديمة، والنضال من أجل الحرية في باكستان، وولادة باكستان والإنجازات الكبرى للبلاد. كما يضم مكتبة مرجعية وأرشيفًا سمعيًا بصريًا وقاعة مؤتمرات إلى جانب قاعة تتسع لـ 62 مقعدًا تُعرف باسم قاعة بانوراما.

### مكتبة لوك فيرسا
تتكون مكتبة لوك ورثا (أو مكتبة التراث) من أكثر من 32000 كتاب ومجلة ومخطوطة وتقارير ميدانية تتعلق بالفولكلور الباكستاني وعلم الأعراق البشرية والأنثروبولوجيا الثقافية وتاريخ الفن والحرف بالإضافة إلى أكثر من 200 كتاب نشرها لوك ورثا. المكتبة مكرسة لخدمة الطلاب والباحثين والعلماء فيما يتعلق بعملهم البحثي حول التراث الثقافي لباكستان، وكذلك عامة الناس. توفر المكتبة فوائد قيمة غير ملموسة كمصدر للهوية الوطنية والإقليمية والمحلية. العديد من المخطوطات والتقارير البحثية الأصلية والمسوحات الميدانية والدراسات حول الثقافة الباكستانية متاحة للجمهور.

### مركز فيرسا للبحوث والنشر
يقوم مركز فيرسا للأبحاث والنشر بإجراء مسوحات ميدانية خاصة في المناطق الريفية لتسجيل التقاليد الشفوية. يتمتع لوك ورثا بتفويض لتوثيق التراث التقليدي على مستوى المنطقة والمقاطعة والمنطقة الفرعية. نظرًا لعدم وجود فروع للمعهد حاليًا في مناطق أخرى، فقد تم إشراك شبكة من الكتاب والعلماء والجامعات والكليات والمدارس لتنفيذ المهمة على المستوى الإقليمي. لتحقيق هذه الغاية، كلف لوك ورثا بمشاريع بحثية وأوراق حول جوانب مهمة من ثقافتنا للطلاب من مختلف الجامعات والكليات، كما يمول الدراسات البحثية المستقلة. تقوم بإجراء البحوث وتكليفها في جميع المجالات الفرعية للتراث الشعبي والتقليدي مثل الأغاني الشعبية والحكايات الشعبية والألعاب والاحتفالات. تنشر كتبا عن مختلف جوانب التراث الشعبي والفولكلور الباكستاني تغطي جميع مقاطعات ومناطق باكستان. تم تجميع النتائج لاحقًا في التقارير ثم نُشرت في الكتب، والتي تم بيعها لاحقًا بواسطة لوك ورثا ومتاحة مجانًا في مكتبة لوك ورثا. العديد من هذه الكتب حائزة على جوائز وطنية والعديد منها موصوف على مستوى الدراسات العليا.

### مركز فيرسا الإعلامي
يقوم مركز فيرسا الإعلامي بتسجيلات للتركيز على الموسيقى التقليدية والتراث الثقافي. وقد ساعدت في تحرير وتجميع وإنتاج مجموعة من واحد وخمسين فيلمًا وثائقيًا ثقافيًا وثلاثة آلاف ساعة من التسجيلات الصوتية. يعمل الاستوديو المحترف المتطور وكذلك الوحدات المتنقلة المجهزة جيدًا لالتقاط / تسجيل الحدث في أي جزء من البلاد. لوك ورثا هو أحد أكبر ناشري الموسيقى والثقافة التقليدية. أشرطة الفيديو والصوت والأقراص المدمجة وأقراص في سي دي وأقراص دي في دي التي تنتجها لوك فيرسا متوفرة في السوق. قام لوك ورثا بتحرير وامتثال وإنتاج مجموعة من 36 فيلمًا وثائقيًا ثقافيًا وأكثر من 500 شريط تسجيل صوتي للتراث الثقافي للأمة. تم إنشاء استوديو فيديو احترافي من قبل المركز في إسلام أباد. يمكن للوحدات المتنقلة المجهزة في المركز الوصول إلى أي جزء من البلاد لالتقاط حدث. يقدم المركز أفلامًا وثائقية وبرامج فيديو احترافية لشبكات التلفزيون والجامعات والمؤسسات الأخرى على أساس الإيجار وكذلك على أساس البيع. كما تقوم بتسويق منتجاتها على أقراص مدمجة وأقراص دي في دي للاستهلاك المنزلي.

## أهداف
أهداف لوك ورثا هي:
- الانخراط في البحث، والجمع المنهجي، والتوثيق، والحفظ العلمي، وإسقاط ونشر التقاليد الشفوية، والفولكلور والجوانب الأخرى للتراث الثقافي الأصلي.
- تقوية ورعاية جذور الثقافة الباكستانية وتحقيق الأهداف الأساسية فيما يتعلق بإعادة اكتشافها وإعادة تفسيرها لإبراز الهوية الحقيقية لباكستان.
- إنشاء مجمعات ومتاحف ثقافية بغرض عرض الفنون والحرف الحية والتحف الثقافية والأشياء النادرة من جميع أنحاء باكستان.
- إقامة الصناعات الثقافية والمعارض الفنية والحرفية والقرى الحرفية وإقامة المهرجانات وتنظيمها.
- استرجاع المعرفة المسبقة من الجمهور العام لتعزيز التراث الثقافي والصناعات الثقافية في باكستان.
- إجراء الدراسات والاستقصاءات والمسوحات وجمع البيانات لإعداد تقرير الجدوى عن المخططات والمشاريع والبرامج بالقدر المطلوب لتحقيق الأهداف.
- ترتيب وتوفير التدريب والمساعدة الفنية لموظفيها وكذلك المنظمات غير الحكومية والمنظمات المجتمعية والمؤسسات التعليمية من خلال برامج التدريب وشراء الخدمات الحالية وورش العمل والندوات والمنشورات وبرامج التدريب والمنح الدراسية داخل باكستان أو في بلدان أخرى مثل قد يراه المجلس مناسبًا.
- تحسين المعرفة والفهم والممارسات المتعلقة بالجوانب المختلفة للتراث الثقافي الأصلي وابتكار طرق ووسائل لنشرها على نطاق أوسع من خلال توظيف تكنولوجيا وسائل الإعلام الحديثة.[18]
- شفقت محمود الوزير وزير الثقافة والتراث الادبي.
- امين وزارة الثقافة والتراث الادبي د. نديم شفيق مالك.
- مدير تنفيذي سيتم اختياره.
- أي 5 أعضاء مختارين

## روابط خارجية
- الموقع الرسمي
- virsacollection.com